# Batalha de Calecute (1503)
A Batalha Naval de Calecute foi um confronto militar entre os 16 navios (10 naus e seis caravelas) da 4ª Armada Portuguesa e uma frota liderada por dois grupos corsários árabes formados sob as ordens do Samorim de Calecute.
Depois da frota de Vasco da Gama se ter reunido com as seis caravelas da frota de patrulha de Vicente Sodré, os portugueses infligiram uma derrota pesada a Calecute. Num dos primeiros casos registados duma linha de batalha naval, as naus da rota das especiarias de Vasco da Gama e as caravelas de escolta navegaram em fila, concentrando o seu poder de fogo imenso ao passar pelos vinte navios árabes grandes de Cojambar, antes que eles se pudessem organizar, afundando vários navios e causando grandes estragos aos restantes.